# Lanseros
Lanseros es una localidad del municipio de Manzanal de los Infantes, en la provincia de Zamora, comunidad autónoma de Castilla y León.

## Historia
En la Edad Media, Lanseros quedó integrado en el Reino de León, cuyos monarcas acometieron la repoblación del oeste zamorano.
Posteriormente, durante la Edad Moderna, estuvo integrado en la provincia de las Tierras del conde de Benavente, y dentro de esta en la receptoría de Sanabria. No obstante, con la creación de las actuales provincias en 1833, Lanseros pasó a formar parte de la provincia de Zamora, dentro de la Región Leonesa, quedando integrado en 1834 en el partido judicial de Puebla de Sanabria.
En 1953, el municipio de Lanseros se fusionó con el de Manzanal de los Infantes, en cuyo municipio se mantiene en la actualidad.

## Geografía humana

### Demografía
| Gráfica de evolución demográfica de Lanseros entre 1842 y 1950 |
| |
| Población de derecho según los censos de población del INE Población de hecho según los censos de población del INEEntre el censo de 1960 y el anterior, este municipio desaparece porque se integra en el municipio 49112 (Manzanal de los Infantes) |